# Богештиј де Сус (Вранча)
Богештиј де Сус (рум. Bogheștii de Sus) насеље је у Румунији у округу Вранча у општини Богешти. Oпштина се налази на надморској висини од 196 m.

## Становништво
Према подацима из 2002. године у насељу је живело 144 становника, од којих су сви румунске националности.